# راکت (جنگ‌افزار)

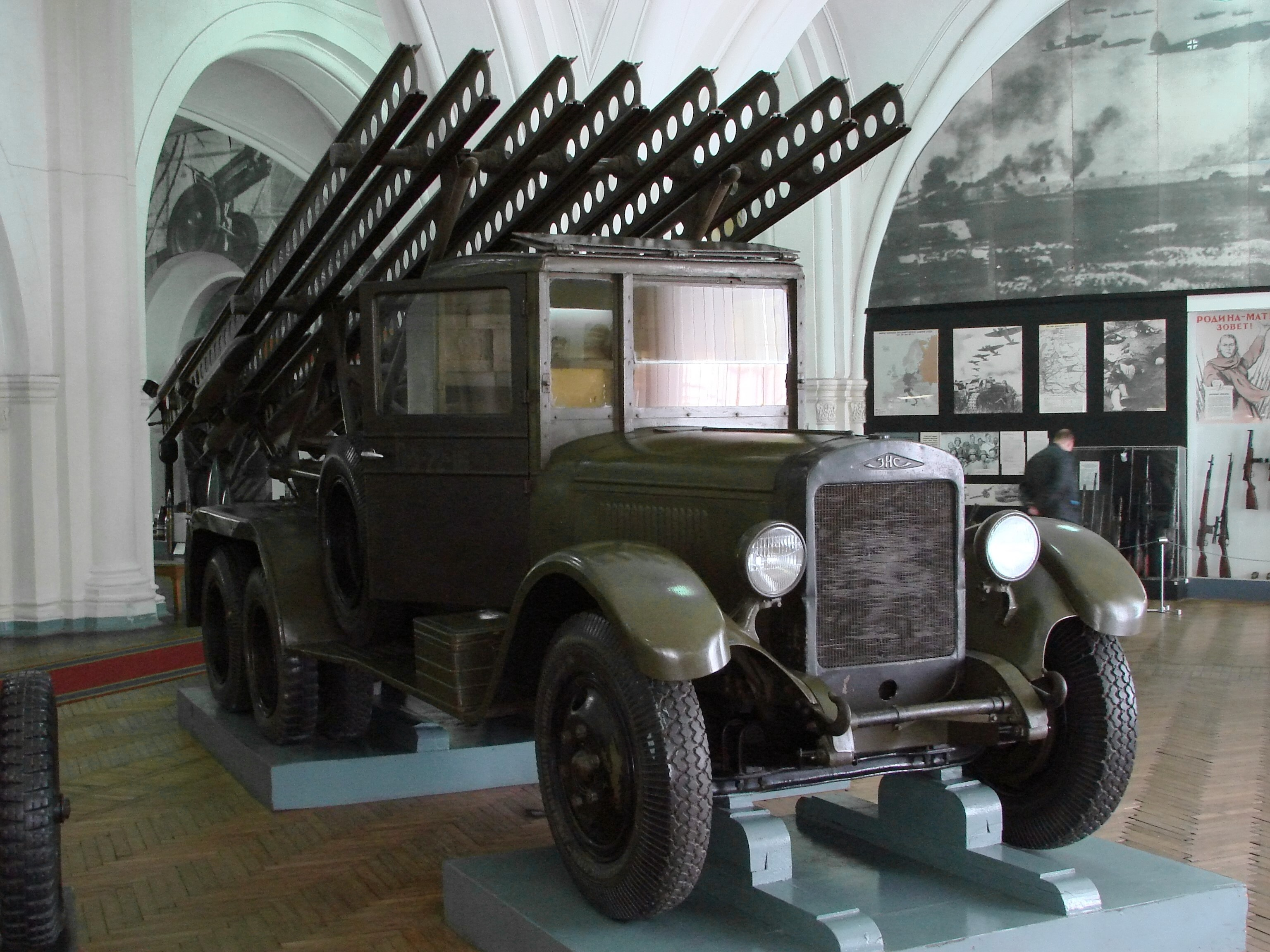
کاتیوشا؛ یکی از قدیمی‌ترین گونه‌های راکت

راکت (انگلیسی: Rocket) گونه‌ای جنگ‌افزار و یک سامانه تسلیحاتی خودکششی و بدون هدایت است، که با موتور راکت کار می‌کند. اگر چه راکت‌ها اغلب به عنوان سیستم‌های توپخانه‌ای میان‌برد و دوربرد استفاده می‌شوند، ولی از نظر تاریخی نیز استفاده قابل توجهی از راکت‌ها به عنوان سلاح‌های هوا به سطح، برخی به عنوان سلاح‌های هوا به هوا و حتی (در موارد معدودی) به عنوان تسلیحات سطح به سطح مورد استفاده قرار می‌گیرند.